# گرنی پرگان
گرنی پرگان (به انگلیسی: Gurney Paragon) یک مجتمع مسکونی و خرده فروشی در شهر جرج تاون ایالت پنانگ، مالزی است. در گرنی درایو قرار گرفته و در سال ۲۰۱۳ راه اندازی شد، شامل یک بازاربزرگ خرید ۹ طبقه، دو مجتمع مسکونی و یک بلوک اداری است. تا الان، برجهای مجتمع مسکونی دوقلو، باارتفاع هر یک برابر با ۱۵۵ متر (۵۰۹ فوت)، سومین ساختمان بلندمرتبه در پنانگ هستند.
مستأجر ثابت و اصلی بازاربزرگ خرید، سینماهای تی جی وی است که در آخرین طبقه، پردیس سینمایی را دایر نموده است. بازاربزرگ هم چنین دارای بیش از ۲۰۰ فروشگاه اوتلت، از جمله تعدادی از برندهای بین‌المللی است، که در ۹ طبقه قرار گرفته‌اند. جای پارک ماشین کافی برای خدمت رسانی به بازدید کنندگان در گرنی پرگان وجود دارد.